# Coupe du monde universitaire de rugby à XIII
La coupe du monde universitaire de rugby à XIII est une compétition internationale qui oppose des sélections nationales d'étudiants.
Sous l'égide de la Fédération internationale, elle est organisée pour la première fois en 1986 en Nouvelle-Zélande, et elle est alors disputée par cinq nations majeures de rugby  XIII.  
Depuis, neuf coupes du monde ont été organisées et seize nations y ont participé.  
La prochaine édition est prévue en 2021 en Angleterre.  
Néanmoins, en raison de la pandémie de la Covid-19, des équipes majeures comme l'Australie décident d'annuler leur participation.  
Le tournoi est finalement reporté en 2022.  

## Nations participantes et palmarès
| Nation                    | Nombre de participations | Première participation | Dernière participation | Meilleur résultat                              |
| ------------------------- | ------------------------ | ---------------------- | ---------------------- | ---------------------------------------------- |
| Australie                 | 9                        | 1986                   | 2017                   | Champions, 1989; 1992; 1996; 2008; 2013; 2017; |
| Nouvelle-Zélande          | 8                        | 1986                   | 2013                   | Champions, 1986; 1999; 2005;                   |
| France                    | 7                        | 1986                   | 2008                   | 3ème place, 1986; 1989; 2005;                  |
| Angleterre                | 8                        | 1989                   | 2017                   | Finalistes 1989; 2008; 2013; 2017;             |
| Pays de Galles            | 8                        | 1989                   | 2017                   | 4ème place, 1992; 2013                         |
| Écosse                    | 8                        | 1989                   | 2017                   | 5ème place, 1992                               |
| Irlande                   | 8                        | 1989                   | 2017                   | 6ème place, 1989; 1996; 1999;                  |
| Samoa                     | 2                        | 1992                   | 1996                   | Finalistes1996;                                |
| Papouasie-Nouvelle-Guinée | 2                        | 1986                   | 1992                   | 5ème, 1986;                                    |
| Russie                    | 3                        | 1996                   | 2013                   | « Bowl Winners » 1999                          |
| Afrique du sud            | 3                        | 1996                   | 2013                   | 8ème place, 1999; 2013;                        |
| Etats-Unis                | 2                        | 1996                   | 1999                   | 7ème place, 1996;                              |
| Japon                     | 2                        | 1996                   | 1999                   | 8ème place, 1996;                              |
| Tonga                     | 1                        | 1992                   | 1992                   | Finalistes 1992;                               |
| Grèce                     | 1                        | 2008                   | 2008                   | « Plate winners » 2008;                        |
| Grande-Bretagne           | 1                        | 1986                   | 1986                   | 4ème place, 1986;                              |
| Pays-bas                  | 1                        | 1989                   | 1989                   | 8ème place, 1989;                              |
| Sélection du Pacifique    | 2                        | 2005                   | 2017                   | Finalistes 2017;                               |
| Fidji                     | 1                        | 1992                   | 1992                   | 7ème place, 1992;                              |
| Canada                    | 1                        | 1999                   | 1999                   | 10ème place, 1999;                             |